# La nuit se traîne
La nuit se traîne (Engels: Night Call) is een Belgisch-Franse actie-thriller uit 2024, geregisseerd en mede geschreven door Michiel Blanchart en zijn filmregiedebuut. De hoofdrollen worden vertolkt door Jonathan Feltre en Natacha Krief.

## Verhaal
Tijdens de nachtelijke Black Lives Matter-protesten in Brussel wordt Mady, een student die ook werkt als slotenmaker, 's nachts opgeroepen door een vrouw, genaamd Claire, om de deur van een appartement  te openen. Wanneer hij deze opdracht uitvoert, komt hij tot de ontdekking dat het niet haar appartement is en komt hij in een gevaarlijke situatie terecht. Mady heeft de hele nacht de tijd om de vrouw te vinden en zijn onschuld te bewijzen.

## Rolverdeling
| Acteur          | Personage |
| --------------- | --------- |
| Jonathan Feltre | Mady      |
| Natacha Krief   | Claire    |
| Jonas Bloquet   | Théo      |
| Thomas Mustin   | Rémy      |
| Romain Duris    | Yannick   |
| Sam Louwyck     | Greg      |
| Nabil Mallat    | Will      |
| Claire Bodson   | Gina      |
| Graham Guit     | Abel      |

## Productie
La nuit se traine is het filmregiedebuut van de Belgische filmmaker Michiel Blanchart en wordt geproduceerd door Michael Goldberg voor Daylight Films (België) en Boris Van Gils voor Formosa (Frankrijk). De film wordt mede geproduceerd door Margaux Marciano en Nicolas Duval Adassovsky voor Quad (Frankrijk), Gaumont, France 3 Cinéma, A Private View, RTL, VOO, BeTV en Proximus, met de steun van Canal+, Ciné+ en de financiële steun van BNP Paribas Fortis Film Finance, France Télévisions, het Centre du Cinema et de l’Audiovisuel de la Fédération Wallonie-Bruxelles, het Brussels Hoofdstedelijk Gewest, het Vlaams Audiovisueel Fonds, Take Five Invest, het Media Programme van de Europese Unie en Eurimages.

### Filmopnames
De filmopnames duurden 35 dagen en er werd tussen maart en april 2024 gefilmd in Brussel en Sint-Jans-Molenbeek.

## Release en ontvangst
La nuit se traîne ging op 18 juni 2024 in première als openingsfilm van het Festival du Film de Biarritz - Nouvelles Vagues en won daar de publieksprijs. De film kreeg overwegend positieve kritieken van de filmcritici, met een score van 3,4/5 op Allociné, gebaseerd op 24 beoordelingen. De film werd in 2025 elf maal genomineerd voor de Magrittes du cinéma en won tien prijzen.

## Prijzen en nominaties
De belangrijkste:
| Jaar | Prijs                                           | Categorie                        | Genomineerde(n)                                                                                              | Uitslag     |
| ---- | ----------------------------------------------- | -------------------------------- | --- | ----------- |
| 2025 | Magritte du cinéma                              | Beste film                       | Beste film                                                                                                   | Gewonnen    |
| 2025 | Magritte du cinéma                              | Beste regisseur                  | Michiel Blanchart                                                                                            | Gewonnen    |
| 2025 | Magritte du cinéma                              | Beste debuutfilm                 | Beste debuutfilm                                                                                             | Gewonnen    |
| 2025 | Magritte du cinéma                              | Beste acteur in een bijrol       | Jonas Bloquet                                                                                                | Gewonnen    |
| 2025 | Magritte du cinéma                              | Beste acteur in een bijrol       | Thomas Mustin                                                                                                | Genomineerd |
| 2025 | Magritte du cinéma                              | Beste beeld                      | Sylvestre Vannoorenberghe                                                                                    | Gewonnen    |
| 2025 | Magritte du cinéma                              | Beste scenario of bewerking      | Michiel Blanchart                                                                                            | Gewonnen    |
| 2025 | Magritte du cinéma                              | Beste geluid                     | David Vranken, David Gillain, Joey Van Impe, Thibaud Rie, Fabrice Grizard, Antoine Wattier, Vincent Gregorio | Gewonnen    |
| 2025 | Magritte du cinéma                              | Beste decor                      | Catherine Cosme                                                                                              | Gewonnen    |
| 2025 | Magritte du cinéma                              | Beste kostuums                   | Isabel Van Renterghem                                                                                        | Gewonnen    |
| 2025 | Magritte du cinéma                              | Beste montage                    | Matthieu Jamet-Louis                                                                                         | Gewonnen    |
| 2025 | Ensor                                           | Beste Franstalige Belgische film | Beste Franstalige Belgische film                                                                             | Gewonnen    |
| 2024 | Festival du Film de Biarritz - Nouvelles Vagues | Publieksprijs                    | Michiel Blanchart                                                                                            | Gewonnen    |